# Alpaida dominica
Alpaida dominica là một loài nhện trong họ Araneidae.
Loài này thuộc chi Alpaida. Alpaida dominica được Herbert Walter Levi miêu tả năm 1988.